# Világsakkfesztivál
A Világsakkfesztivált 2015 óta rendezik meg évente Budapesten. Alapítója és főszervezője Polgár Judit.  A rendezvény elődje, a Aquaprofit-Polgar Sakkfesztivál 2007-ben indult, amely több néven is futott az évek során. Azóta nagyszabású, nemzetközi fesztivállá nőtte ki magát. Résztvevői amatőr és hivatásos sakkjátékosok, valamint érdeklődők. A világ öt legjobb sakkfesztiváljának egyike. A Világsakkfesztivál mottója: A sakk összeköt - Chess Connects Us.

## A rendezvény
Évente kerül megrendezésre Budapesten minden október második szombatján.  A fesztivál célkitűzése, hogy minél többen testközelből  ismerhessék meg, érezhessék át a sakk mint játék, sport adta élményszerzési lehetőséget. A budapesti helyszín kiemelkedő eseménye a szimultán verseny Polgár Judit és Polgár Zsófia részvételével. A sakk mint sportág mellett szerepet kap a sakk többi vonatkozásának kihangsúlyozása is. A játék a sporton kívül jelen van a művészetben, az oktatásban és a tudományban egyaránt. Ennek jegyében bemutatkozik Polgár Judit képességfejlesztő programjai, a Sakkpalota és a Sakkjátszótér,  tudományos előadások hangzanak el, illetve neves előadóművészek lépnek fel.

## Fesztiválok

### Világsakkfesztivál 2018
2018-ban már 23 ország 250 helyszínnel csatlakozott az egy napos eseményhez.
2018-ban első ízben adták át a Goodwill Ambassador of Artistic Values of Chess elismerést, amelyet a sakk értékeit művészi szintre emelő alkotóknak, köztük a fesztivál nyitányaként koncertet adó Jason Kouchak francia zeneszerzőnek és a chilei énekesnőnek, Jugának ítéltek oda. Díjazott lett továbbá Bogányi Gergely zongoraművész és Havadtőy Sámuel képzőművész, valamint Yoko Ono, aki New Yorkban vette át a díjat Polgár Judittól. Andrea Bocelli, aki levélben köszöntötte a fesztivált, üzenetében hangsúlyozta, a sakk eltünteti a különbségeket. A 2018-as fesztivál alatt közel százezres nézőszámot ért el Polgár Judit online szimultán játszmája 20 ellenféllel szemben.

### Világsakkfesztivál 2019

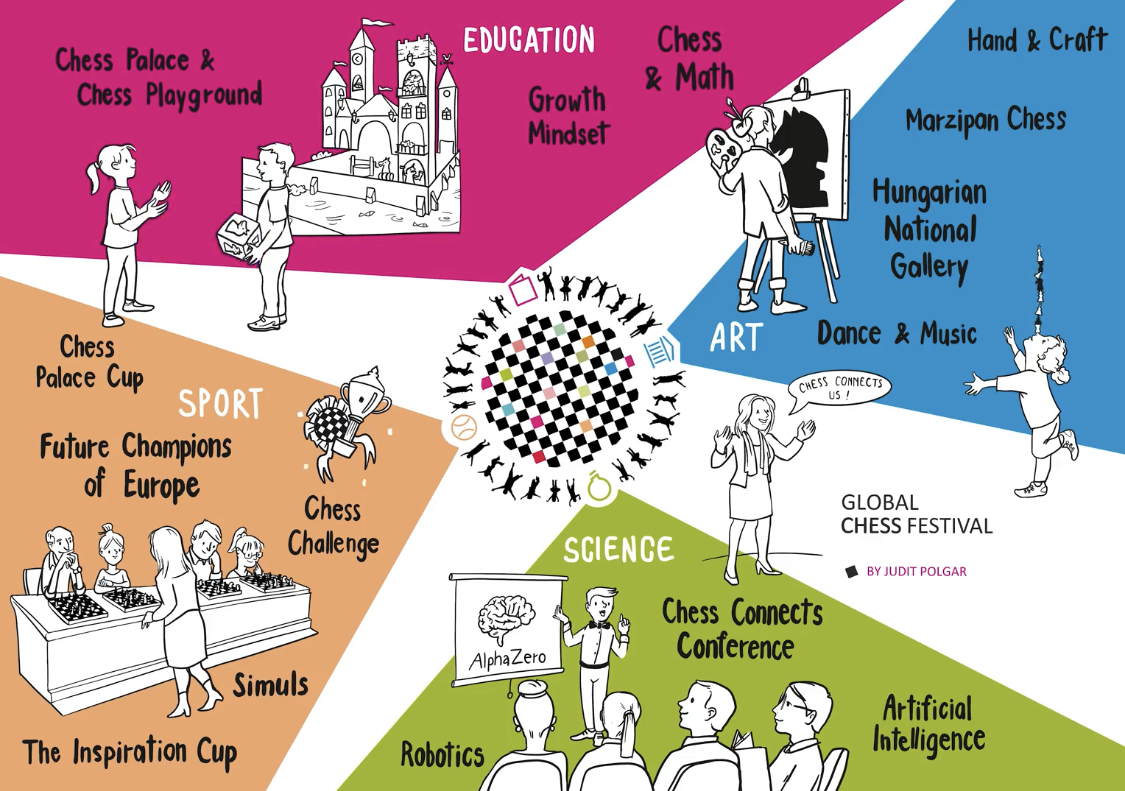
Angol nyelvű infografika a fesztiválról

Az 5. Világsakkfesztivál ismét a Magyar Nemzeti Galériában került megrendezésre. A jubileum alkalmából ellátogatott a rendezvényre Arkagyij Dvorkovics, a Nemzetközi Sakkszövetség elnöke, Vlagyimir Kramnyik, 14. világbajnok, valamint újra együtt láthatta a közönség a három Polgár lányt.
Első alkalommal került megrendezésre Páros Párbaj címmel a sakknak egy különleges és igen szórakoztató formája, a "Hand and Brain" játékként, ahol párok versengenek egymás ellen. Az egyik játékos a “kéz” (hand), a másik az “agy” (brain). Az “agy” bemond egy figurát (pl. gyalog), a “kéz” pedig eldönti melyik gyaloggal és hová lép.
Szintén először hallgathatták meg az érdeklődők a Chess Connects Konferencia angol nyelvű előadásait. Kenneth Rogoff , a Harvard Egyetem professzora, azt mutatta be, hogy a sakkjátékosként szerzett fiatalkori tapasztalatait miként tudta hasznosítani a karrierje során, különös tekintettel az alapok elsajátítására és az emberi tényezőre. Vizi E. Szilveszter neurológus, a Magyar Tudományos Akadémia korábbi elnöke a mesterséges intelligenciáról tartott előadást, és ugyanezt a témát járta körül Natasha Regan nemzetközi női mester és Matthew Sadler nagymester, az AlphaZero nevű programról szóló bestseller szerzőpárosa is. Leontxo Garcia spanyol szakíró a sakk oktatási lehetőségeit vonultatta fel, a chilei énekesnő, Juga pedig a sakk és a zene univerzális nyelvét hasonlította össze. A konferencián Polgár Zsuzsa nagymester az általa alapított egyetemi sakk intézet (SPICE) sikerét értékelte.
A Goodwill Ambassadors of Chess 2019-es díjazottjai :
- Vlagyimir Kramnyik, 14. világbajnok - a sportban nyújtott teljesítményéért;
- Demis Hassabis ,[19] a mesterséges intelligencia egyik legjelentősebb kutatója, a DeepMind alapító-vezérigazgatója - tudományos munkásságáért;
- Leontxo Garcia, szakíró - az oktatás területén végzett munkájáért;
- Benkő Pál, sakkmester - a sakk művészi szintű műveléséért (posztumusz);

### Világsakkfesztivál 2020
A koronavírus járvány miatt a 6. Világsakkfesztivál online formában került megrendezésre olyan sakk legendák közreműködésével mint Garri Kaszparov, a Polgár-nővérek, Vlagyimir Kramnyik, John Nunn Jan Timman vagy Simen Agdestein. A nap folyamán nemzetközi szaktekintélyek  - köztük Fernando Moreno pszichológus, Fa Nándor vitorlázó, vagy Scott Rosenfelt a Critical Thinking (2020) című amerikai film producere - tartottak előadásokat. Két interaktív csatornán sakkfeladványok, matematikai és kódolási programok várták nézőket. A platformon gyerekeknek és felnőtteknek kiírt versenyeken lehetett részt venni, csakúgy mint szimultán játékban Polgár Judit és Polgár Zsófia ellen.  Egész nap láthatóak voltak az esemény virtuális galériáiban bemutatott művészeti kiállítások, és a külön film csatornán vetített sakk-tematikájú filmek.
A Goodwill Ambassadors of Chess 2020-as díjazottjai:
Simen Agdestein - a sportban nyújtott teljesítményéért,
Oscar Panno - az oktatás területén végzett munkájáért,
Jan Timmann - a sakk művészi szintű műveléséért,
John Nunn - tudományos munkásságáért

### Világsakkfesztivál 2021
2021-ben első alkalommal jelentkezett hibrid formában a Polgár Judit Világsakkfesztivál. A helyszíni programoknak és előadásoknak a Magyar Nemzeti Galéria adott otthont, míg az online térben két élő csatornán lehetett követni az eseményeket. Az egyiken a Galéria színpadát láthatták a nézők, a másik egy interaktív sakk csatorna volt, ahol edzők és nagymesterek - Surya Ganguly, Anna Muzychuk, Tóth András, Noam Manella, Arthur Kogan, Papp Gábor, Szabó Krisztián és Polgár Judit - tartottak mesterkurzusokat egész nap. Itt zajlott a magyar gyereknek szóló Sakkpalota Kupa verseny, valamint a Chess Ambassadors for the Environment nemzetközi torna is.
Ebben az évben az oktatás, a kreativitás és az innováció került az előtérbe. Ennek jegyében szervezte Polgár Judit az Educational Chess Summit nemzetközi oktatási konferenciát, valamint a Kreativitás és Innováció kapcsolatát, jelentőségét elemző előadásokat olyan elismert tudósok, oktatási szakemberek közreműködésével, mint: Rubik Ernő, Leontxo Garcia, Dana Reizniece-Ozola, Jerry Nash, Lorena García, Jesper Hall, Rita Atkins, Gyarmathy Éva, Bachar Kouatly, David Ros, Noam Manella, Ashwin Subramanian és Fogarasi Norbert. A sport és a kreativitás kapcsolatáról két legendás magyar sportoló, Kőbán Rita és Nagy Tímea mesélt. Itt került bemutatásra először a Sakkpalota, a Sakkjátszótér és a Sakktesi oktatási képességfejlesztő programokat egyesítő Polgár Judit Módszer is.
Az előadások mellett sor került még a Goodwill Ambassadors of Chess díjak átadására is négy kategóriában. A díjazottak: London Purling (művészet), Kenneth Rogoff (tudomány) Jerry Nash (oktatás) és Visuvanádan Ánand (sport). Nem maradt el a közkedvelt szimultán játék sem, melyen Polgár Judit mellett Almási Zoltán várta a kihívókat.

### Világsakkfesztivál 2022
2022. október 8-án ismét hibrid formában jelentkezett a Polgár Judit Világsakkfesztivál a Magyar Nemzeti Galéria falai közül. A rendezvény vezérfonala, "Nők a sakkban, nők a tudományban" a FIDE kezdeményezésére reflektált, amely 2022-t a nők évének nyilvánította a sakkban. Az előadók és a résztvevők olyan témákat vitattak meg, amelyek abban inspirálják a fiatal nőket, hogyan lehetnek sikeresebbek a sakkban vagy a STEM területeken. David Smerdon ausztrál egyetemi oktató és sakknagymester "Tények és mítoszok" című előadásában a sakk és a nemek kapcsolatáról beszélt. Barabási Albert-László hálózatkutató a nők tudományos életben betöltött szerepét elemezte. Az Educational Chess Summit nemzetközi konferencia az Európai Sakkszövetséggel együttműködve mutatta be a legjobb és legújabb oktatási programokat, innovációkat és azok eredményeit az iskolai sakkoktatás tekintetében. A csúcstalálkozó védnöke a grúz oktatási és tudományos miniszter, Dr. Mikheil Chkhenkeli volt. A felszólalók: Adriana Salazar, Rita Atkins, Marta Amigó, Philippe Vukojevic, Stefan Kindermann, Ashwin Subramanian, Jerry Nash, Anastasia Sorokina, Malcolm Pein, Nicolás González García, Jesper Bergmark Hall, Dana Reizniece-Ozola, Polgár Judit, Zurab Azmaiparashvili és Leontxo García. Második alkalommal rendezték meg az Inspiration Cup tornát, amelyen olyan neves játékosok vettek részt, mint a világranglista 7. helyén álló Anish Giri, és amelyet a Team Dracarys (Polgár Zsófia és Yona Kosashvili) nyert meg. A sakk jószolgálati nagyköveti díjat Jesper Bergmark Hall kapta a "Sakk az oktatásban" terén szerzett érdemeiért.